# Hederelloidea
Hederelloidea of Hederelliden zijn een groep uitgestorven organismen die in zee leefden als vertakte kolonies. Ze bereikten hun grootste aantallen en diversiteit in het Devoon en stierven uit in het Perm.

## Morfologie
Ze bezetten een grote verscheidenheid aan harde substraten en worden meestal aangetroffen op armpotigen (brachiopoden), mosdiertjes (bryozoa) en koralen. Hun exoskelet bestaat uit buizen die een microstructuur van microprismatisch calciet hebben, wat ze onderscheidt van mosdiertjes en koralen. Vanwege hun vertakkingen, omvang en koloniale gewoonte worden ze wel gezien als verwant met hoefijzerwormen (phoronida).
Het geslacht Hederella heeft binnen de suborde het grootste aantal soorten en de grootste verspreiding over de tijd (Siluur - Perm). Hederella komt veel voor in de rotsen uit het Devoon.

## Taxonomie
Familie: Hederellidae
- Geslacht: Hederella Hall 1881
- Geslacht: Hederopsis Bassler 1953
- Geslacht: Hernodia Hall 1883
- Geslacht: Reptaria Rollé 1851
- Geslacht: Diversipora Kiepura 1973
- Geslacht: Cystosporella Bassler 1953[4]

## Galerij

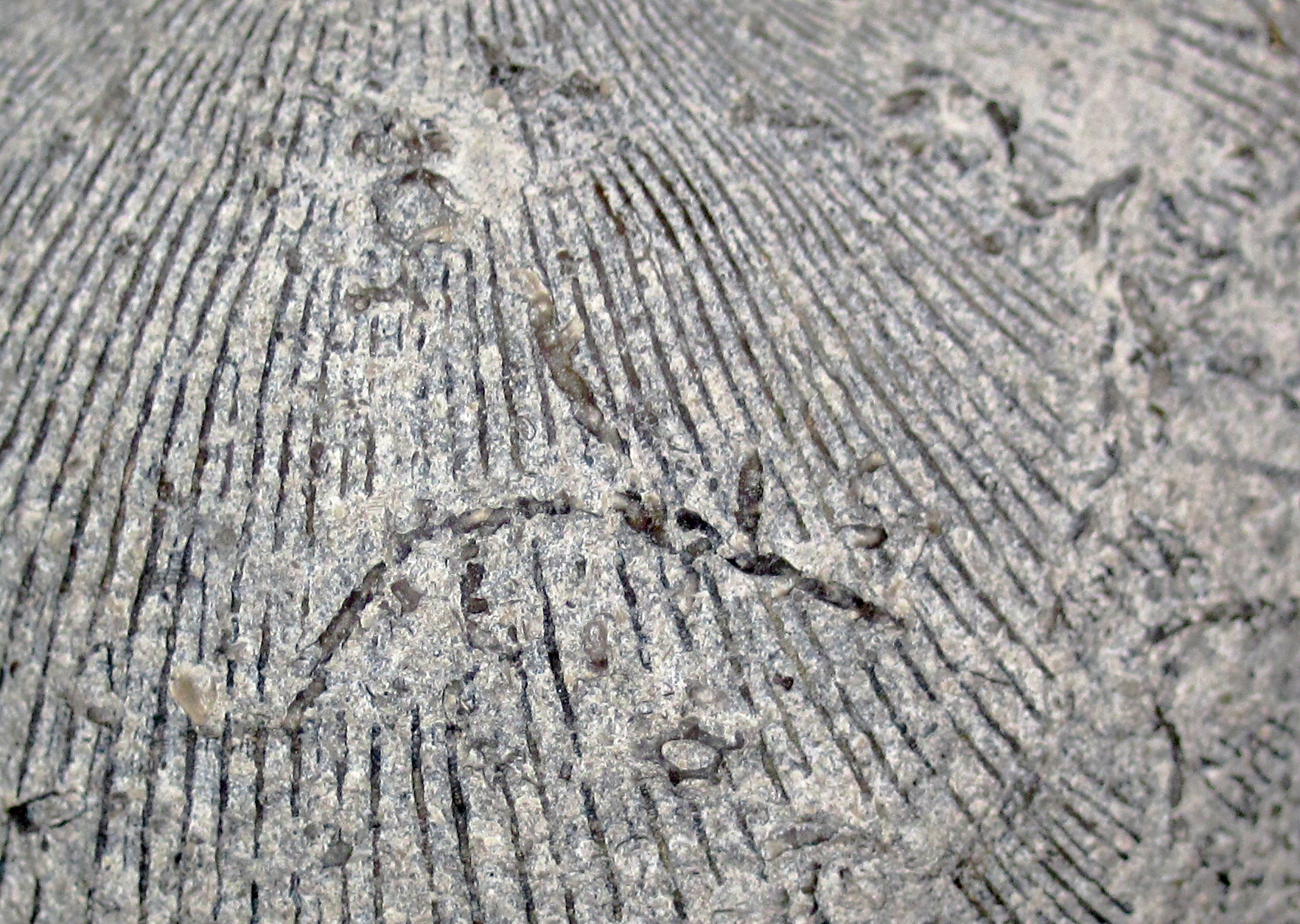
Hederella vormt een korst op de onderste klep van een fossiele brachiopode Megastrophia uit het Devoon (Ohio, VS).
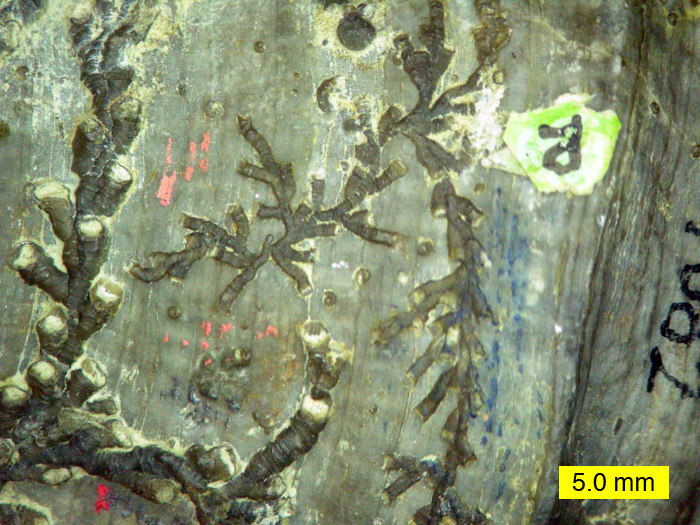
Drie hederelloidea soorten op het koraal Rugosa uit het Devoon.